# Rodrigo de Valdepeñas
Fray Rodrigo de Valdepeñas, (Valdepeñas, 1505 - Jerez, 1560), poeta y religioso cartujo español.

## Biografía
Es escaso lo que se conoce sobre este personaje. Estudió en la Universidad de Alcalá y profesó en la Cartuja del Paular el 7 de marzo de 1526 y fue prior de la misma en (1552-1556) y luego de Cazalla (1558-1560) y murió en Jerez en 1560. Escribió el Libro del principio, fundación y prosecución de la Cartuja de Granada y noticia de alguno de sus prelados, que se conserva manuscrito en el Archivo Histórico Nacional y del que hay edición moderna (Salzburg: Institut für Anglistik und Amerikanistik, 2003) o Beatriz Esteban Muñecas (Murcia, 2003).. 
Compuso además a los veinte años, cuando era estudiante en la Universidad de Alcalá de Henares, las 22 primeras estrofas de una conocida Glosa a las Coplas por la muerte de su padre, de Jorge Manrique, que terminó ya más adulto en El Paular para enviársela a su padre, necesitado de consuelo, como cuenta en su introducción; quince años después el padre Bernardino Pérez consiguió una copia que dio a la imprenta (Sevilla, Alonso Picardo, 1577), con su nombre, "descubriéndolo el autor cuando ya estaba de venta al público", y pese a que la Orden Cartuja quiso ocultarlo, por discreción, se vino a saber quién era su autor, lo que le valió la reprensión de sus superiores. La parte compuesta en Alcalá se muestra más benévola con el mundo cortesano que la segunda, que acentúa la nota macabra y el aire moralizador.
Es cronológicamente la tercera de las once glosas compuestas a la obra de Manrique, tras la de Alonso de Cervantes y la de Diego Barahona. Se trata de un poema de gran elevación ascética, en 1118 versos, sin contar los de Manrique; la licencia de impresión es del 12 de mayo de 1572, así que es posible que existieran ediciones anteriores. En Alcalá de Henares se hicieron siete ediciones (¿c.1540?, ¿c.1560?, 1564, 1570, 1571, 1581 y 1588), en Sevilla (1575), Medina del Campo (1582) y Huesca (1584) una, y en Madrid las hubo en 1598, 1614 en dozavo por Juan de la Cuesta, 1632, 1761 y 1779, por Antonio de Sancha y cuidada por Cerdá y Rico; la última es la edición facsímil de Pérez Gómez en 1961 y una de Luis de Cañigral.
Rodrigo de Valdepeñas añadió a la segunda edición una composición nueva "que lo tenía entre otros mis papeles", una espeluznante narración en verso dialogado sobre la muerte de un caballero descreído titulada "Caso memorable y espantoso que aconteció en hecho de verdad para aviso y escarmiento de los obstinados que no quieren o difieren convertirse". En ediciones posteriores es sustituido por "Caso memorable que acaeció a una dama en la Francia sobre un espejo que pidió a un su confesor, la cual después acabó en muy santa vida", que por estilo e ideas puede también atribuírsele.

## Obras
- Coplas de Jorge Manrique, con una glosa muy devota y cristiana de un religioso de la Cartuja. Va juntamente un caso memorable de la conversión de una dama. Asimismo las cartas de refranes de Blasco de Garay, racionero de la santa iglesia de Toledo, con un diálogo entre el amor y un caballero, compuesto por Rodrigo Cota, Sevilla: Alonso Picardo, 1577.